# Juan de Mendoza y Velasco
No se debe confundir con su coetáneo Juan de Mendoza y Luna, marqués de Montesclaros.
Juan de Mendoza y Velasco (m. 24 de febrero de 1628) fue un noble, militar, diplomático y hombre de estado español, I marqués de San Germán y de la Hinojosa, caballero de la orden de Santiago, gentilhombre de cámara de Felipe III y su consejero de estado desde 1599, gobernador del Milanesado, virrey de Navarra, embajador de Felipe IV en Inglaterra y presidente del Consejo de Indias. El 20 de noviembre de 1610 tomó posesión del puerto norteafricano de Larache en nombre del rey de España.
| Predecesor: Juan Fernández de Velasco, comdestable de Castilla | Gobernador de Milán Julio de 1612 - enero de 1616                   | Sucesor: Pedro de Toledo Osorio, marqués de Villafranca        |
| Predecesor: Felipe Ramírez de Arellano y Zúñiga                | Virrey de Navarra Octubre de 1620 - julio de 1623                   | Sucesor: Bernardino González de Avellaneda                     |
| Predecesor: García de Avellaneda, conde de Castrillo           | Presidente del Consejo de Indias Agosto de 1626 - febrero de 1628 † | Sucesor: Ramiro Núñez de Guzmán, duque de Medina de las Torres |